# 貨幣中立性
貨幣中立性（英語：Neutrality of money），又稱貨幣中性、中性貨幣說，經濟學上的假說，這個理論認為，貨幣存量的改變，對經濟體只有名目上的影響，但不會帶來實質的改變。包括名目價格、名目工資與名目匯率，可能會受到貨幣數量改變的影響，但是在進行通貨膨脹調整後的實質GDP、實質工資、實質價格等，都不會有改變。
這個學說始於古典經濟學，在古典二分法（Classical dichotomy）中有重要地位。這個學說認為貨幣只是一層面紗，實物經濟與貨幣經濟沒有什麼不同，薩伊定律應用了貨幣中立性假設作為前提。這個學說也意味著，中央銀行增加貨幣供應量時，只會造成物價同比例上升，但是實質購買力與生產力都不會有改變，因此對於市場完全不會有影響。
约翰·梅纳德·凯恩斯反對貨幣中立性學說，提出貨幣幻覺的說法。凱恩斯認為可以透過改變貨幣供應量，來影響利率，影響市场流通性，進而影響經濟表現。